# سلیمان هالیلوویچ
سلیمان هالیلوویچ (انگلیسی: Sulejman Halilović؛ زادهٔ ۱۴ نوامبر ۱۹۵۵) بازیکن فوتبال اهل جمهوری فدرال سوسیالیستی یوگسلاوی بود.
از باشگاه‌هایی که در آن بازی کرده‌است می‌توان به باشگاه فوتبال ستاره سرخ بلگراد، باشگاه فوتبال راپید وین، و باشگاه فوتبال سیبالیا اشاره کرد.
وی همچنین در تیم ملی فوتبال یوگسلاوی بازی کرده‌است.